# 生徒諸君! 最終章・旅立ち
『生徒諸君！最終章・旅立ち』（せいとしょくん さいしゅうしょう たびだち）は、庄司陽子による日本の漫画。『生徒諸君!教師編』の続編にあたり、講談社のヤングレディース誌『BE・LOVE』にて2011年8号より連載を開始。庄司の指の手術による休載を挟みつつ、2019年4月号をもって完結した。

## あらすじ
御園中学校3年3組を卒業まで導いたナッキーこと北城尚子は、日本での教育に限界を感じ辞職する。フィンランドでの5年間の研修を終えたナッキーは、故郷の若幸田村で自分の理想の教育の場「北城学園」を開校する。その一方で、悪たれ団の仲間である舞子と遼一の結婚式で友人代表のスピーチという形で岩崎祝との別離を宣言、一方的に別れてフィンランドに旅立ってしまう。やがて2人の想いばかりか亡き沖田の想いも「男と女の愛情」ではなく「友愛」であることに気づかないまま今日まで来てしまったことをナッキーが先に気づき、あえて捨てる形でけじめをつけたことがわかる。

## 登場人物

### 主人公とその家族
北城尚子（きたしろ なおこ）
シリーズを通しての主人公。6月3日生まれ。故郷・旧若幸田村の将来を憂い、統廃合で廃校になった中学校の校舎を買い取り、北城学園を開校する。真の教育を学ぶべくフィンランドで研修に励み、それを日本で実行して故郷のために尽くそうと帰郷した。しかし、土地にしがみつく老人の心情に対する理解が浅く、またフィンランドかぶれであることは否定できずに先走って失敗することもある。
多くの男性から想いを寄せられるが、両親に対して「マールのために、あたしを捨てた人たち」という認識に囚われており、自身が愛する男性は不幸になると思い込んで三十路に入っても独身のままである。後ろ髪を伸ばして三つ編みにしていたが、フィンランド行き前に捨てた恋人・祝が真に結ばれるべき愛する女性と結婚し幸せになったのを見届けて髪を切る。中学時代から逃避していた沖田に対する恋を認めまいとして祝の心を利用してしまい、祝とは友人以上恋人未満なのに無理矢理にそれを恋愛感情だと捻じ曲げてしまったと金田に語るが、実は祝とだけではなく沖田とも恋愛感情だと見誤るほどに強い友愛で結ばれていた。同窓会を前に祝と2人だけで再会し、そのことを確認して改めて受け入れる。
また、娘に裏切られたという思いを抱く祖父の影響もあり、姉・真理子の死を機に和解したはずの両親に対して未だに「捨てられた」という思いが拭えずに心の深い部分を凍てつかせて距離を作ってしまっていたが、母・未知子が倒れた際、自身が過去に拘っていたせいで母を苦しめたということを真の意味で気づき、ようやく心から両親と和解することが出来た。自身と真理子が生を受ける前、2度の流産により兄か姉が生まれるはずだったのを失われたことを知る。その「捨てられた」という思いが強すぎたため、御園中学時代から父兄の子供に対する支配的とも取れる態度に反発し「子供の人生は子供のモノではないの?」と不満を抱いていた。
酒は好きだが弱くすぐつぶれてしまう。実家が裕福だということで父兄に壁を抱かせ、祝と交際していた頃も僻んだ彼の両親に身分が違うという感情を抱かれてしまう。北城グループの財力を背景に北城学園を中心とした若幸田村での理想実現を果たしつつあると言われるが、それもまた事実である。
北城誠士（きたしろ せいじ）
ナッキーの父。ナッキーの夢の実現のため、北城グループを挙げて協力する。学長と呼ばれてみたかったという願望があり、北城学園理事長に就任した。マリナの日本留学を支援する。
北城未知子（きたしろ みちこ）
ナッキーの母。ナッキーを2度も捨てたとされることをずっと悔いていた。実父の看病にあたっていたが心労で倒れる。実は心臓が弱く、ナッキーたちを身籠る前に2度流産していた。ようやくトビオという人生のパートナーを得たナッキーに子育ては引き受けるから孫を作って欲しいと告げるが、夫婦になるべき相手はいないと思い定めて自身1人で歩むべき道だと教育に対する情熱と覚悟、母や祖父でも他者の手に我が子を渡したくないと母性に溺れる恐怖を訴えられて孫のことは諦めた。その代わり、2人の新居を怒涛の勢いで建てて夫婦らしい生活だけでもとナッキーに承知させた。墜落したヘリにトビオが乗っていたかもしれないとナッキーが激しく動揺した際、その覚悟も無しに彼のパートナーの資格はないと叱責した。
宮島徳一郎（みやじま とくいちろう）
ナッキーの祖父。北城学園開校式の日に脳内出血で倒れるが、ナッキーと未知子の看病で回復する。地元の誰かと結婚させて未知子をずっとそばに置きたいと考えていたため、誠士と結婚して東京に旅立った娘に捨てられたという思いが強く、娘同然の孫・尚子のことも未知子らは捨てたと2人を蔑み暴言を浴びせたりした。しかし、自身の介護で倒れた未知子を見て娘が決して健康ではないと知っていたことを失念し、過労死という言葉もあるほど介護する側の負担は大きいことをその時になって悟り、意識を回復した未知子と和解した。未知子を母親失格と罵りもしたが、自身も未知子がナッキーの母親である前にナッキーの祖父母たる自分達の子供であることを見失っていて父親失格だった。妻の分もナッキーを応援していたが、ついに帰らぬ人となる。
宮島里（みやじま さと）
ナッキーの祖母。ナッキーがフィンランドへ渡ってしばらくして亡くなったが、誰がナッキーの考えに反対したり敵になっても彼女の味方でいて欲しいと夫に言い遺していた。

### ナッキーを取り巻く人々
野口トビオ（のぐち トビオ）
御園中時代のナッキーの教え子。11歳年下。当時自分が中学だったころ、担任で岩崎と付き合っていたころのナッキーに対して好意をいだき、度々「尚子は俺の女」と公言する。写真専門学校を卒業後は世界各地で子どもの笑顔を撮りつづけていたが、父と同じ戦場カメラマンの道を選ぶ。休暇で帰国するたび若幸田のナッキーの家の2階で居候している。かなり嫉妬深い。初めての戦場で恐怖したあまり、癒しを求めて下宿先の娘・マリナに手を出し肉体関係を結んでしまう。その際、言葉がわからないのに適当に頷いてマリナに愛し合う恋人同士で結婚するという誤解を植えつけてしまうが、逃げるように日本に帰ってきたため、ナッキーの平手をくらう。「尚子とマリナ2人を命かけて守る」と誓い、けじめとして髪を切った。
紆余曲折の末に、12年の時を経てナッキーと結ばれる。結婚や子供を望む心は当然ながらあったのだが、教育にすべてを捧げたいという思いと子供が生まれればその子に溺れて自身すら見失うとのナッキーの心情を汲んでパートナーとして事実婚の立場を受け入れる。女性編集者に肉体関係を結ぶよう脅迫されたり、サイン会で女性ファンにパートナー（尚子）と別れてからでいいから交際して欲しいと迫られることもある。
フィンランドまでナッキーを追っかけたり、そこで彼女に迫ったり、ナッキー帰国後はナッキーの田舎に居候として追いかけたり、かなり強引で積極的である。
ヨアキム
北城学園の英語教師を務めるフィンランド人の男性。ナッキーが教師修業中に友人になった。フィンランド語のほか英語・ドイツ語・ロシア語も操るマルチリンガルである。ナッキーの教育理念に賛同し来日、北城学園の英語教師となる。担当は中等部だが、金田兄妹と準の英語授業も請け負っている。ナッキーの家の2階に下宿している。料理が上手でナッキーの家の台所は彼が担っている。トビオともなんだかんだ言って打ちとける。故国ではアーチェリーのオリンピック強化選手だった。家族は父・伯母と双子の妹。ナッキーに惹かれ友人から恋人に移行したいと北城学園の英語教師になるが、失うことを恐れて恋愛感情を忌避していたナッキーの心に想いは届かず、友人のまま進展できずにいるも楽しく過ごしていた。しかし、次第に仲良くなっていった瀬川に惹かれ、準とともにウィーンへ立つ瀬川にネックレスを贈り告白した。14巻の時点でまだカタカナしか書けない。自身に代わる教師を確保した上で、ウィーンにいる瀬川の近くにいたいと故国フィンランドの教師となるべく学園を去る。
高遠（たかとお）
初登場時32歳。北城グループの顧問弁護士で、ナッキーのブレーンとしてプロジェクトを推し進める。事務所の事務員・亜弥と結婚する。ホテル=ユニオン傘下の「ファミリー&アドベンチャーホテル　ホテル若幸田」の支配人になる。
弓岡康介（ゆみおか こうすけ）
高遠とは中学以来のラグビー仲間で腐れ縁。ボサボサの髪が特徴。北城グループのプランナーで、ナッキーのブレーンとしてプロジェクトを推し進める。忙しさにかまけたこともあり結婚しそびれた。下の名前は9巻で判明。誠士の指示でマリナの日本生活を支援して守るようになる（トビオでなくマリナを守ったのは彼）。純粋なマリナに惹かれ交際を申し込み、一度は断られたもののつきあうように。
マリナ
トビオが戦地の取材のため下宿していた家の娘。トビオと深い仲になり、彼と結婚しようと追いかけて来日する。トビオが自身の言葉を理解できないと知っていたにも関わらず、SEXして「愛してる」「結婚しましょう」という言葉に彼が頷いたことで婚約者だと思い込んでしまう。日本語はトビオの通訳に習った。北城学園を見学する内に、日本で勉強して教師になり祖国の子どもたちに笑顔をあげたいと願うようになる。家族の許しを得て再来日、弓岡の事務所でバイトしながら日本人学校へ通う。

### 北城学園の人々
旧若幸田村にある私立の学校機関。留学の便を考え9月入学制（初年度は4月から6月まで補習を行っていた）をとる。幼稚部（保育幼稚園）・小学部・中学部がある。飛び級がある。学費はスポンサー（幾島電器・大日ヶ丘ケミカル・昭和堂貿易・岩田貿易・ホテル=ユニオン）が出してくれるので無料である。理事長は北城誠士、校長は金田巌だが、実質上の経営者は北城尚子である。
金田巌（かねだ いわお）
聖美4中時代のナッキーの恩師。請われて北城学園の校長になる。息子の発（あきら・高3）と娘の美姫（中2）も北城学園に入学し、ナッキーの指導を受ける。
金田淑子（かねだ　としこ）
巌の妻。元は巌の同僚で、後に悪たれ団のお節介で婚約し結婚した。家庭科教員。栄養士の資格を持っており、学園の給食センターを立ち上げる。
瀬川真子（せがわ まこ）
御園中時代のナッキーの教え子。新卒で北城学園の教師になる。低学年クラス副担任で、準にピアノの手ほどきをする。ヨアキムと仲良くなり、ヨアキムに「マコサン」と呼ばれている。告白されるまでヨアキムの好意に気づかなかった。留学する準の親代わりとしてウィーンに渡る。ヨアキムに告白されて相思相愛の恋人になる。
三宅静香（みやけ しずか）
御園中時代のナッキーの教え子。北城学園保育幼稚園の保育士になる。担任する児童の父親と不倫関係に陥るが、ナッキーに諭され別れる。内海に告白され、友人からのつき合いを始める。
戸田（とだ）
御園中時代のナッキーの同僚。ナッキーの教育方針に賛同し北城学園の教師になる。数学担当。
内海（うつみ）
保健体育担当。ナッキーの道徳の授業のビデオを内緒で撮っていた。ナッキーと金田校長が学園の教育方針について教育委員会に呼び出された際、このビデオが説得材料となる。柔道3段。三宅の過去の不倫も知った上で彼女に交際を申し込んだ。
立川準（たちかわ じゅん）
開校直前に北城学園に編入してきた小学校2年生。発達障害があり前の学校では厄介者扱いだった。絶対音感があるため生活音が雑音に聞こえてパニックになることに気づいたナッキーの助言で、興味があるピアノと英語を、それぞれ瀬川とヨアキムから習い始める。授業中は外界の音をカットするためにとヘッドホンをつけている。ピアノは芸美大の梅原哲治教授に才能を認められ内弟子として引き取られ、後にウィーンの音楽院へ特待生として留学することに。
真田譲（さなだ ゆずる）
初登場時35歳。1年目の冬にやってきた新任教師。マサチューセッツ工科大学院講師をしていたが日本の教育に憂いを感じ帰国、あちこちの学校を転々と巡るものの長続きせず、ついには眼病で2年前に視力も職も失った。赴任早々に優れた指導力で全学の児童生徒の信頼を勝ち取る。施設育ち。学園から歩いて20分の家に下宿している。専門は理科全般だが、宇宙理論から考古学までOK、語学にも堪能。洞察力が鋭くナッキーの過去を見破った。しかし、恩師である研究所の所長に一個人の幸福に埋没して凡人になり下がり、世界のために優秀な頭脳を使わない気かと言われて恋人を捨てたことを尚子との会話で悔やみ、他の男性と結婚して幸福な家庭を営む元カノのベニー（ベアトリックス）に心から謝罪する。フランス語を学ぶ生徒を適性が無いと切り捨てようとしたこともあったが、ナッキーに「生徒は教師の結果」だと諭され改めて向き合う決意をした。死刑囚の息子というレッテルを貼られ、北城学園のクラスメイトにすら罵声を浴びせられる少年をナッキーと共に守り指導する。死刑囚の父親を持つ柏ノ原涼介を指導し、将来は養子に迎えたいと考えて実父にも許可を得る。

### 元『悪たれ団』とその家族
岩崎祝（いわさき はじめ）
結婚後は「ハジメ=マイケル=アビーン」。
冒頭、舞子&僚一の披露宴でナッキーに別れを告げられ捨てられてしまう。当初は思い悩むも新たな道を求めてアメリカに渡り、バスケットチーム・ドアーズの準トレーナーになる。後にチーフ・トレーナーになるが、前任の選手を見下して不評でクビになったチーフ・トレーナーのジョンに逆恨みされ殴られたことで右眼のレーザー手術を受け、そこでサウスダコタ州の農園の一人娘である看護師シェリー（シェリル）と知り合う。彼女からのメールで自身がナッキーを"生身の女性"として欲したことのない過去に、自分達が"友人以上"になれない2人の感情の正体が"友愛"であり、それが強すぎて"男と女の愛情"だと錯覚していたことに気づく。それ以降は次第にシェリーと心の距離が縮まって愛し合うようになり、結婚して婿養子になった。シェリーとの間に2児を儲ける。ミドルネームの「マイケル」はクリスチャンネーム（洗礼名）である。長女テスが生まれた際、メールに娘の写真を添付してナッキーに結婚を報告した。「悪たれ団」の同窓会を前に海岸で2人だけで会い、自身と尚子だけでなく沖田とも強い絆で結ばれるのが先だったことでお互いに恋愛感情だと勘違いするも「友愛」であったと自覚して和解した。
シェリル=アビーン
愛称は「シェリー」。初登場時25歳（祝の5歳下）。眼を痛めた祝が入院した病院の担当看護師だった。初めて会った時から祝には心に傷を持っていると気づく。祝のナッキーへの想いを知りつつ祝を愛するようになり、祝の過去をすべて受け入れた上で結婚する。長女テスに続き、第2子を妊娠中。
岩崎初音（いわさき はつね）
旧姓は「小西」。祝の兄・守の妻であり友子（ゆうこ）と達也という2児の母。旧北城邸跡に出来たマンションでスーパーマーケットを開業する。ナッキーの様子に不安を抱いていたが、祝がふっきれてシェリーという真に愛する女性と幸福になることに戸惑い、本人達を尻目にナッキーと祝との復縁を舞子と共にこだわってしまうが、友人以上恋人未満の友人のままでいるべきだった2人の想いの正体を祝に告げられ彼とシェリーの結婚式を経て思いを振り切る。ブログをしておりタイトルは『小説家の女房はコンビニの店長』。
田村舞子（たむら まいこ）
旧姓は「五月野」。薬科大学卒業後、婚約者・田村僚一の実家の病院で薬剤師として働いていたが、無医村で働きたいという僚一の役に立ちたいと助産師・薬剤師・ケアマネの資格を取り、結婚後は2人で離島の無医村に行く。ナッキーや初音に影響を受けブログを始める。尚子・輔（たすく）・由利の3児の母。僚一の若幸田診療所赴任について行く。祝の結婚を知らされ彼がナッキーに捨てられて何年が経ったと思っているのかと夫に呆れられ、勝手に浸ってしまっていたことをようやく悟る。戦場で足を負傷したトビオの病状に取り乱すナッキーを見て、ナッキーがトビオに教え子以上の感情を持っていることに気づく。
田村僚一（たむら りょういち）
誰からも必要とされる医者を目指し舞子とともに無医村での医療に携わっている。3人の子供を儲け、長女はナッキーと同じ尚子と命名している。離島の無医村の唯一の医師だったが、志願する後継者の医師が名乗り出てくれたので、若幸田市立病院分院（旧若幸田村診療所）の医師になる。未知子が倒れた際、ナッキーに頼まれ「沖田と岩崎の代わりに」と言って彼女を殴った。
沖田成利（おきた なるとし）
『悪たれ団』メンバー。大学在学中に山の事故で死去するが、その思い出は今もナッキーの胸に深く刻まれている。祝がナッキーとの関係に苦しんで彼に想いを寄せる別の少女に逃避した際、目を覚まさせる手段に暴力を選択したため、祝を失明させてしまう原因になった。祝と共に尚子を恋愛感情で想っていると考え、尚子は2人を愛してしまったと苦しんだこともあったが、実際は3人が3人とも強すぎる友愛で結ばれて男と女の愛ではなかった。

### その他の人々
飛島崚（とびしま しゅん）
ナッキーの初恋の人。妻マール（真理子）の死後、日本を離れた。フィンランドでの修業を終えて帰国するナッキーに真珠のピアスを贈る。
アフロス先生
フィンランドでのナッキーの指導員。
マックス=トゥルネン
ナッキーのクラスの生徒・アルヴィの父。弁護士。ナッキーのビジネスパートナー。
勇太、宮沢耕二
ナッキーの幼なじみ。農協を出て有機農法の通販をしている。若幸田市議会議員となり、ナッキーのプロジェクトを後押しする。後に議員を辞め、農業株式会社を立ち上げる。
青木公平（あおき こうへい）
御園中時代のナッキーの教え子で元3TD。パティシエ修行のためスイスに留学していた。コンクールで日本人最年少優勝を果たし、パリで1年間修業したのち帰国し、旧北城邸の跡に出来たマンションで自分の店を持つ。店の名は白血病によりこの世を去った恋人・樹村珠里亜（きむら じゅりあ）の名にちなむ「ジュリア」。
小津貴昭（おづ たかあき）
若幸田市市長。ナッキーとは村立中学の同級生だった。当時は生徒会長をしていたが、人望厚く成績優秀なナッキーに嫉妬していた。旧若幸田村出身だが村への愛着が薄く、ナッキーの夢を否定し何かと対立するが、ナッキーらの陳情には嫌々ながらも受け入れていた。妻子あり。2人で話し合う機会を得て和解するが、すでに自分達が違う道を歩んでいることを再確認した。
ベアトリックス
真田の元カノ。愛称は「ベティ」だが、元彼の真田は「ベニー」と呼んでいた。突然の別れに傷つきながらも待っていたが、諦めて現在の夫サム・カートンと結婚し息子ジェレミーを儲けた。ジェレミーが2歳になった14年後、自身の身勝手すぎる行為を反省した真田の謝罪を受けて真の意味で決別した。
柏ノ原涼介（かしのはら りょうすけ）
父親が強盗殺人を犯して死刑囚になったため、やさぐれていた少年。尚子や真田に保護・指導を受け、死刑囚の子供を蔑む保護者の偏見と反発を経て真田に引き取られる。父親が罪を犯した時、離婚していた母親には拒絶されて天涯孤独。

## 書誌情報
- 庄司陽子 『生徒諸君！最終章・旅立ち』 講談社〈BE LOVE KC〉、全30巻
  1. 2011年8月11日発売[5]、ISBN 978-4-06-380323-5
  2. 2011年11月11日発売[6]、ISBN 978-4-06-380330-3
  3. 2012年2月13日発売[7]、ISBN 978-4-06-380336-5
  4. 2012年5月11日発売[8]、ISBN 978-4-06-380345-7
  5. 2012年8月10日発売[9]、ISBN 978-4-06-380356-3
  6. 2012年11月13日発売[10]、ISBN 978-4-06-380367-9
  7. 2013年3月13日発売[11]、ISBN 978-4-06-380380-8
  8. 2013年6月13日発売[12]、ISBN 978-4-06-380390-7
  9. 2013年9月13日発売[13]、ISBN 978-4-06-380403-4
  10. 2013年12月13日発売[14]、ISBN 978-4-06-380411-9
  11. 2014年3月13日発売[15]、ISBN 978-4-06-380420-1
  12. 2014年6月13日発売[16]、ISBN 978-4-06-380429-4
  13. 2014年9月12日発売[17]、ISBN 978-4-06-380439-3
  14. 2014年12月12日発売[18]、ISBN 978-4-06-380452-2
  15. 2015年3月13日発売[19]、ISBN 978-4-06-380462-1
  16. 2015年6月12日発売[20]、ISBN 978-4-06-380472-0
  17. 2015年9月11日発売[21]、ISBN 978-4-06-380481-2
  18. 2015年12月11日発売[22]、ISBN 978-4-06-380487-4
  19. 2016年3月11日発売[23]、ISBN 978-4-06-380499-7
  20. 2016年8月12日発売[24]、ISBN 978-4-06-394518-8
  21. 2016年11月11日発売[25]、ISBN 978-4-06-394523-2
  22. 2017年2月13日発売[26]、ISBN 978-4-06-394533-1
  23. 2017年5月13日発売[27]、ISBN 978-4-06-394541-6
  24. 2017年8月9日発売[28]、ISBN 978-4-06-394552-2
  25. 2017年11月13日発売[29]、ISBN 978-4-06-510460-6
  26. 2018年3月13日発売[30]、ISBN 978-4-06-510947-2
  27. 2018年6月13日発売[31]、ISBN 978-4-06-512104-7
  28. 2018年9月13日発売[32]、ISBN 978-4-06-513093-3
  29. 2018年12月13日発売[33]、ISBN 978-4-06-514135-9
  30. 2019年4月12日発売[34]、ISBN 978-4-06-515506-6